# Castillo de Novallas
El castillo de Novallas fue una fortaleza originaria del siglo XII, ubicada en la vega del río Queiles, en el municipio español de Novallas, en la provincia de Zaragoza y que hoy desempeña la función de casa consistorial.

## Historia
Originariamente el castillo de Novallas era una torre defensiva con la entrada a la altura de la primera planta, como corresponde a este tipo de construcciones, y con al menos cuatro plantas de altura, construida en el siglo XII con piedra sillar y un recinto al modo de albacara. Con posterioridad, ya en el siglo XIV, con motivo de la guerra de los Dos Pedros, se construyó una segunda torre y en el siglo XV se rodeó con una estructura palaciega, como se puede ver en otras construcciones, como el castillo de la Ballesta. El castillo fue entregado en encomienda a la Orden del Temple en la segunda mitad del siglo XII y perteneció en señorío a la familia Ruiz de Liori en el siglo XIV, a la familia Torrellas en el XV y a la familia Urriés de Ayerbe en el XVII.

## Descripción
Del conjunto original, se conserva casi íntegra la torre del homenaje con algunos vanos de medio punto y algunas estancias en la parte baja del conjunto, además de ocho silos de almacenamiento de grano, también el aljibe y un pozo excavado en roca. El resto está muy transformado, por utilizarse hoy en día como casa consistorial de la localidad, pero en perfecto estado de conservación.